# 岩浆作用

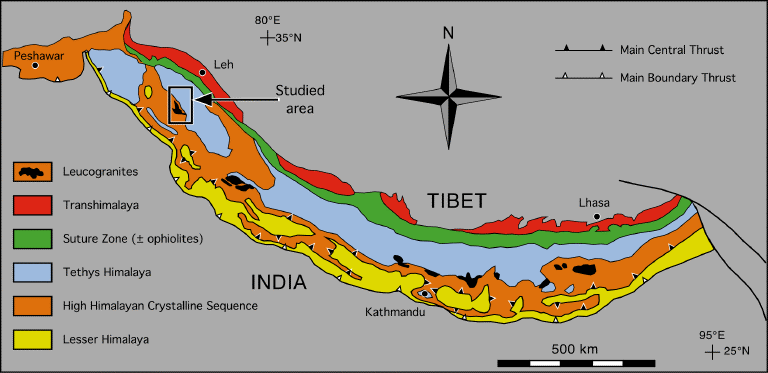
地质图所示冈底斯岩基（Gangdese batholith），其为约1亿年前岩浆活动的产物。

岩浆作用（英語：magmatism），又称岩浆活动，是指岩漿在类地行星外层的内部和表面进行堆积并凝固为火成岩的活动。其通过岩浆或熔岩的生成、侵入和挤压来实现的。火山作用是岩浆作用的表面表现。